# STP Corporation
STP Corporation var ett amerikanskt racingstall som ingick i bränsle- och oljetillsatsbolaget STP.

## Historik
Stallet debuterade 1969 då Mario Andretti vann Indianapolis 500. STP Corporation deltog i fem formel 1-lopp säsongen 1970. Man lyckades komma i mål i ett, Spaniens Grand Prix 1970, där Mario Andretti kom trea i en March-Ford. STP övergick därefter att sponsra Marchstallet under tre säsonger.

## F1-säsonger
| Säsong | Tävlingsnamn    | Bil       | Motor                    | Däck | Poäng | VM-plac. | Förare         |
| ------ | --------------- | --------- | ------------------------ | ---- | ----- | -------- | -------------- |
| 1970   | STP Corporation | March 701 | Ford Cosworth DFV 3.0 V8 | F    | 4     | (3:a)    | Mario Andretti |